# Sob a Luz do Meu Bairro
Sob a Luz do Meu Bairro  é um filme brasileiro de 1946, dirigido por Moacyr Fenelon, escrito e dirigido por ele e  Mario Brasini; já a direção de fotografia coube a Edgar Brasil, a direção de arte a José Carlos Burle e montagem a Watson Macedo. 
Nos papeis principais estão Milton Carneiro, César Ladeira e Humberto Catalano. Foi o 12º filme produzido pela Atlântida Cinematográfica. O ator Milton Carneiro recebeu da  Associação Brasileira de Cronistas Cinematográficos o Prêmio de Melhor Ator de 1946, por sua atuação no filme. 

## Elenco
| Ator/Atriz          | Personagem           |
| ------------------- | -------------------- |
| Milton Carneiro     | Paulo                |
| César Ladeira       | Botequineiro Miranda |
| Alma Flora          | —                    |
| Humberto Catalano   | —                    |
| Zaquia Jorge        | —                    |
| Luiza Barreto Leite | —                    |
| Mara Rúbia          | —                    |
| Hortência Santos    | —                    |
| Cléia Barros        | —                    |
| Alberto Pérez       | —                    |
| Carlos Galhardo     | Ele mesmo            |